# ГЕС Акімото
ГЕС Акімото (秋元発電所) — гідроелектростанція в Японії на острові Хонсю. Знаходячись між ГЕС Оногава (34,2 МВт, вище по течії) та ГЕС Нуманокура (18,9 МВт), входить до складу каскаду у сточищі річки Нагасегава, яка впадає до озера Інавасіро (через Ніппаші дренується праворуч до річки Агано, котра має устя на узбережжі Японського моря на північній околиці міста Ніїґата).
У 1888 року внаслідок виверження вулкану, що супроводжувалось землетрусом, зсуви перекрили витоки Нагасегави річки Окура та Накацу. В результаті виникла природна гребля, яка утворила доволі велике озеро Акімото. У 1940-му її підсилили земляною спорудою та перетворили озеро на водосховище, з якого під лівобережним масивом Нагасегави прямує дериваційний тунель довжиною 4,6 км з діаметром 5,4 метра. На завершальному етапі прокладено два напірні водоводи довжиною по 0,32 км зі спадаючим діаметром від 3,5 до 1,7 метра. Крім того, в системі працює вирівнювальний резервуар висотою 31 метр з діаметром до 18 метрів.
Основне обладнання станції становлять три турбіни типу Френсіс загальною потужністю 119,8 МВт (номінальна потужність станції рахується як 107,5 МВт), які використовують напір у 162 метри.
Відпрацьована вода по відвідному тунелю транспортується до Нагасегави, з якої одразу спрямовується у підвідну трасу наступної станції каскаду.
Після повені в кінці 1980-х земляну греблю озера Акімото доповнили бетонною спорудою з п'ятьма водоскидними шлюзами, котра дозволила оптимізувати режими скиду та зменшити ризик затоплення долини Нагасегави.